# Mathieu Billen
Mathieu Billen (Neeroeteren, 16 april 1953) is een Belgisch voormalig voetballer en voetbalcoach. Mathy Billen was een centrale verdediger die bekendstond om zijn uitstekend kopspel. In de UEFA Cup in 1981 scoorde hij met KFC Winterslag een kopbaldoelpunt tegen Arsenal FC, waardoor Arsenal was uitgeschakeld.

## Spelerscarrière
- 1965-1974: Verbroedering Waterloos-Neeroeteren
- 1974-1975: Patro Eisden
- 1975-1978: Standard Luik
- 1978-1982: FC Winterslag
- 1982-1983: Royal Antwerp FC
- 1983-1985: KV Mechelen
- 1985-1986: RWDM
- 1986-1987: FC Assent
- 1987-1988: Bilzerse VV
- 1988-1991: KSK Bree

## Na zijn spelerscarrière
Billen was later trainer bij KSK Bree, Hoeselt VV, Bilzen en Patro Eisden, en werd uitbater van gasthof 't Bakkemieske in Neeroeteren.